# Ломов, Георгий Ильич
Георгий Ильич Ломов (23 апреля 1911, Мосоловка, Бобровский уезд, Воронежская губерния — ?) — советский военачальник, полковник (1944), участник Великой Отечественной войны.

## Биография
В октябре 1933 года вступил в Рабоче-крестьянскую Красную армию и служил в стрелковой роте в 57-м стрелковом полку 19-й стрелковой дивизии 10-го стрелкового корпуса Московского военного округа. В 1939 году в городе Орёл окончил курсы переподготовки начсостава при Военно-политическом училище.
Во время Великой Отечественной войны он занимал должность инструктора пропаганды в 92-м гаубичном артиллерийском полку 33-й стрелковой дивизии, которая находилась в подчинении 16-го стрелкового корпуса 11-й армии Северо-Западного фронта и вела оборонительные бои в районе Кибартай.
В июле 1942 года он исполнял должность комиссара 82-го стрелкового полка 33-й стрелковой дивизии, которая была в подчинении 27-й армии и вела бои в районе Сахново. В сентябре он исполнял должность комиссара 953-го стрелкового полка 257-й стрелковой дивизии, которая была в подчинении 4-й ударной и 3-й ударной армий Северо-Западного. В январе дивизия входила в состав Калининского фронта и принимала участие в Торопецко-Холмской операции. В результате Ломов был ранен.
По окончании курсов «Выстрел» был назначен командиром 23-го гвардейского стрелкового полка 8-й гвардейской стрелковой дивизии. С 20 октября 1943 года дивизия входила в состав 2-го Прибалтийского фронта и принимала участие в Ленинградско-Новгородской операции. 5 апреля дивизия находилась в непосредственном подчинении 10-й гвардейской армии 2-го Прибалтийского фронта и участвовала в Режицко- Двинской и Мадонской операциях.
8 сентября 1944 года Ломов был назначен командиром 8-й гвардейской стрелковой дивизии и вместе с ней участвовал в Прибалтийской и Рижской операциях. 3 ноября 1944 года за взятие Риги дивизия была награждена орденом Суворова 2-й степени.
После войны в июне 1945 года Ломов был назначен командиром 270-й стрелковой дивизии в Южно-Уральском военном округе.
По окончании курсов усовершенствования командиров стрелковых дивизий при Военной академии им. М. В. Фрунзе Ломов исполнял должность командира 92-го механизированного полка 26-й механизированной дивизии Закавказского военного округа.
1 ноября 1956 был уволен в запас.

## Награды[3]
- Орден Красной Звезды

- 2 Ордена Красного Знамени
- Орден Александра Невского
- Орден Отечественной войны I степени
- Медаль «За боевые заслуги»
- Медаль «За победу над Германией в Великой Отечественной войне 1941—1945 гг.» (09.05.1945).